# Sonic & Sega All-Stars Racing
Sonic & Sega All-Stars Racing är ett racingspel till flera olika konsoler. Xbox 360-versionen av spelet heter 
Sonic & Sega All-Stars Racing with Banjo-Kazooie, då just Banjo och Kazooie är exklusiva för den versionen.
De övriga figurerna är:
| Karaktär                            | Ursprung                        |
| ----------------------------------- | ------------------------------- |
| Sonic the Hedgehog                  | Sonic the Hedgehog              |
| Miles "Tails" Prower                | Sonic the Hedgehog 2            |
| Doctor Eggman                       | Sonic the Hedgehog              |
| Amy Rose                            | Sonic CD                        |
| Shadow the Hedgehog                 | Sonic Adventure 2               |
| AiAi                                | Super Monkey Ball               |
| Amigo                               | Samba de Amigo                  |
| Billy Hatcher                       | Billy Hatcher and the Giant Egg |
| Knuckles the Echidna                | Sonic the Hedgehog 3            |
| Big the Cat                         | Sonic Adventure                 |
| Beat                                | Jet Set Radio                   |
| Ulala                               | Space Channel 5                 |
| B.D. Joe                            | Crazy Taxi                      |
| Zobio och Zobiko1                   | The House of the Dead: EX       |
| Ryo Hazuki                          | Shenmue                         |
| Jacky Bryant och Akira Yuki1        | Virtua Fighter                  |
| Robo och Mobo1                      | Bonanza Bros.                   |
| Chuith, ChuBei, ChuPea och ChuBach1 | ChuChu Rocket!                  |
| Opa-Opa                             | Fantasy Zone                    |
| Alex Kidd                           | Alex Kidd in Miracle World      |
| Metal Sonic4                        | Sonic CD                        |
| Ryo-F4                              | Shenmue                         |
| Banjo och Kazooie2                  | Banjo-Kazooie                   |
| Avatar2                             | The New Xbox Experience         |
| Mii3                                | Mii Channel                     |

Noter
1 Enbart de förstnämnda figurerna finns med i Nintendo DS-versionen av spelet.

2 Exklusiv för Xbox 360-versionen av spelet.

3 Exklusiv för Wii-versionen av spelet.

4 Som nedladdningsbar figur.